# Красуха-4
1РЛ257 «Красуха-4» — російська система радіоелектронної боротьби, призначена для постановки активних перешкод і протидії бортовим радарам ударної, розвідувальної і безпілотної авіації. А також  здатні придушувати сигнали супутників радіолокаційної розвідки. Роботи над створенням нової системи РЕБ розпочались у ВНДІ «Градієнт» в 1994 році, серійне виробництво систем розпочалось в 2011 році. В подальшому виробництвом та вдосконаленням займався концерн «Радіоелектронні технології» (КРЕТ).
Станом на 2013 рік було відомо про надходження 10 систем на озброєння Російської армії.

## Опис
Тактико-технічні характеристики засекречені. З відкритих джерел відомо, що комплекс РЕБ «Красуха-4» здатний «глушити» не тільки сигнал РЛС, але й канали керування безпілотними літальними апаратами. Виконана на цифровій основі. Діє на відстані до 300 кілометрів.
До складу комплексу входить дві машини зі спеціальним обладнанням, встановленим на шасі КамАЗ-6350.
Обидві машини оснащені комплексом радіоелектронного обладнання і антенами різних конструкцій. Одна з машин має антенний блок на розсувній штанзі, яка наімовірно призначена для зв'язку. На даху іншої машини встановлено набір антен. Три параболічні антени можуть бути повернуті у будь-якому напрямку і підняті на будь-який кут.

## Бойове застосування

### Російсько-українська війна
В листопаді 2014 року Андрій Цаплієнко повідомив, що жителі Донецька повідомляють про машини з комплексу «Красуха-4» на території Донецького національного технічного університету. Того ж місяця СММ ОБСЄ повідомила про те, що її БПЛА був підданий серйозним радіоелектронним перешкодам під час польоту над населеним пунктом Чермалик
11 серпня 2018 у звіті СММ ОБСЄ було повідомлено, що 28 липня в непідконтрольних уряду районах міні-БПЛА СММ виявив 4 різних системи радіоелектронної боротьби (РБ-341В «Леєр-3», 1Л269 «Красуха-2», РБ-109A «Былина» і 1 комплекс радіоелектронної боротьби з БПЛА «Репеллент-1») біля н. п. Чорнухине (64 км на південний захід від Луганська). СММ вперше зафіксувала наявність всіх чотирьох комплексів. 2 серпня під час здійснення польоту над цією ж ділянкою БПЛА не зафіксував цих систем.
Комплекс 1Л269 «Красуха-2» є аналоговою модифікацією сімейства засобів РЕБ «Красуха».
22 березня 2022 року надійшла інформація, що на Київщині силами ЗСУ було захоплено командний пункт 1РЛ257 «Красуха-4»
.
1 листопада 2023 року стало відомо що був уражений комплекс «Красуха-4» в Запорізькій області.

### Російська інтервенція в Сирію
Щонайменше одна система РЕБ Красуха-4 була помічена поблизу російської авіабази в аеропорту Басіля аль-Ассада. Крім того, захист бази забезпечували зенітно-ракетні комплекси «Панцир-С1», «Тор-М2» і «Бук-М2».
17 вересня 2018 року ракетою сирійського комплексу С-200 був збитий російський літак Іл-20. Відповідальність за подію російське міністерство оборони поклало на Ізраїль, літаки якого невдовзі перед тим завдали бомбового удару по об'єктах в Латакії. Як відповідь на збиття російське міністерство оборони пообіцяло поставити і передати сирійським військовим комплекси С-300. Крім того, російські військові вже начебто почали передавати комплекси РЕБ «Красуха-4» та Р-330Ж «Житель» а також новітнього комплексу РЕБ «Дивноморье».
Влітку 2019 року ізраїльські ЗМІ писали, що російські РЕБ здійснюють втручання у роботу системи GPS країни. Було опубліковано відео з космічних супутників, на яких видно, що комплекси, ймовірно «Красуха-4», здійснюють постановку перешкод на відстані більш ніж сотні кілометрів.

### Друга громадянська війна у Лівії
19 травня 2020 року один такий комплекс був знищений урядовими військами (або ж підрозділом зі складу турецького контингенту в цій країні) з турецького БПЛА. Комплекс був переданий Об'єднаними Арабськими Еміратами підрозділам Лівійської національної армії фельдмаршала Халіфа Хафтара. В ті ж дні було знищено кілька комплексів Панцирь-С1 різних модифікацій.

## Оператори

### Поточні
- Росія - станом на 2013 рік було відомо про 10 систем[3].
- Ефіопія[18]

### Можливі
- Білорусь[19]